# 元気ですか (ベストアルバム)
『元気ですか』（げんきですか）は、2006年6月14日に発売された中島みゆきのコンピレーション・アルバムである。

## 解説
「元気ですか」をキーワードに、中島みゆきの楽曲を集めたコンピレーション・アルバム。同じ選曲、曲順で構成されたカバー・アルバム『元気ですか』と同時発売された。
このアルバムは、東京のソニー・ミュージックスタジオでリマスタリングされており、「狼になりたい」はベストアルバム『大吟醸』に収録された曲よりも、ヒスノイズが少なくもなっている。また「時代」も、アルバム『時代-Time goes around-』に入っていた『世界歌謡祭』の音源部分が、このアルバムでは大きめで聞きやすくなっている。

## 収録曲
| 全作詞・作曲: 中島みゆき。 |                                |            |            |                          |      |
| #                          | タイトル                       | 作詞       | 作曲・編曲 | 編曲                     | 時間 |
| 1.                         | 「糸」                         | 中島みゆき | 中島みゆき | 瀬尾一三                 | 5:09 |
| 2.                         | 「狼になりたい」               | 中島みゆき | 中島みゆき | 石川鷹彦                 | 5:43 |
| 3.                         | 「時代」                       | 中島みゆき | 中島みゆき | 瀬尾一三, David Campbell | 5:37 |
| 4.                         | 「化粧」                       | 中島みゆき | 中島みゆき | 吉野金次                 | 5:08 |
| 5.                         | 「空と君のあいだに」           | 中島みゆき | 中島みゆき | 瀬尾一三                 | 5:31 |
| 6.                         | 「｢元気ですか｣」               | 中島みゆき | 中島みゆき | 吉野金次                 | 2:57 |
| 7.                         | 「アザミ嬢のララバイ」         | 中島みゆき | 中島みゆき | 船山基紀                 | 3:40 |
| 8.                         | 「世情」                       | 中島みゆき | 中島みゆき | 吉野金次, 福井峻         | 6:12 |
| 9.                         | 「ファイト!」                  | 中島みゆき | 中島みゆき | 井上尭之                 | 7:05 |
| 10.                        | 「後悔」                       | 中島みゆき | 中島みゆき | 瀬尾一三                 | 6:27 |
| 11.                        | 「ヘッドライト・テールライト」 | 中島みゆき | 中島みゆき | 瀬尾一三                 | 5:32 |
| 12.                        | 「恋文」                       | 中島みゆき | 中島みゆき | 瀬尾一三                 | 6:34 |
| 合計時間:                  | 合計時間:                      | 合計時間:  | 65:35      |                          |      |